# District du Sud-Est (Singapour)
Le district du Sud-Est (en anglais : South East) est l'un des cinq conseils de développement communautaire (en anglais : Community Development Council) de Singapour issus de la réorganisation de 2001.

## Liste des maires
| Période    | Période  | Identité             | Étiquette | Qualité |
| ---------- | -------- | -------------------- | --------- | ------- |
| Avril 2001 | 2011     | Matthias Yao         |           |         |
| 2011       | En cours | Mohamad Maliki Osman |           |         |